# Pierre Marie
Pierre Marie (Parigi, 9 settembre 1853 – Le Pradet, 13 aprile 1940) è stato un neurologo e medico francese.
Allievo di Jean-Martin Charcot, gli subentrò nel reparto di neurologia della Salpêtrière, compiendo notevoli studi in campo neurologico ed endocrinologico.

## Biografia

### Esordi professionali alla Salpêtrière

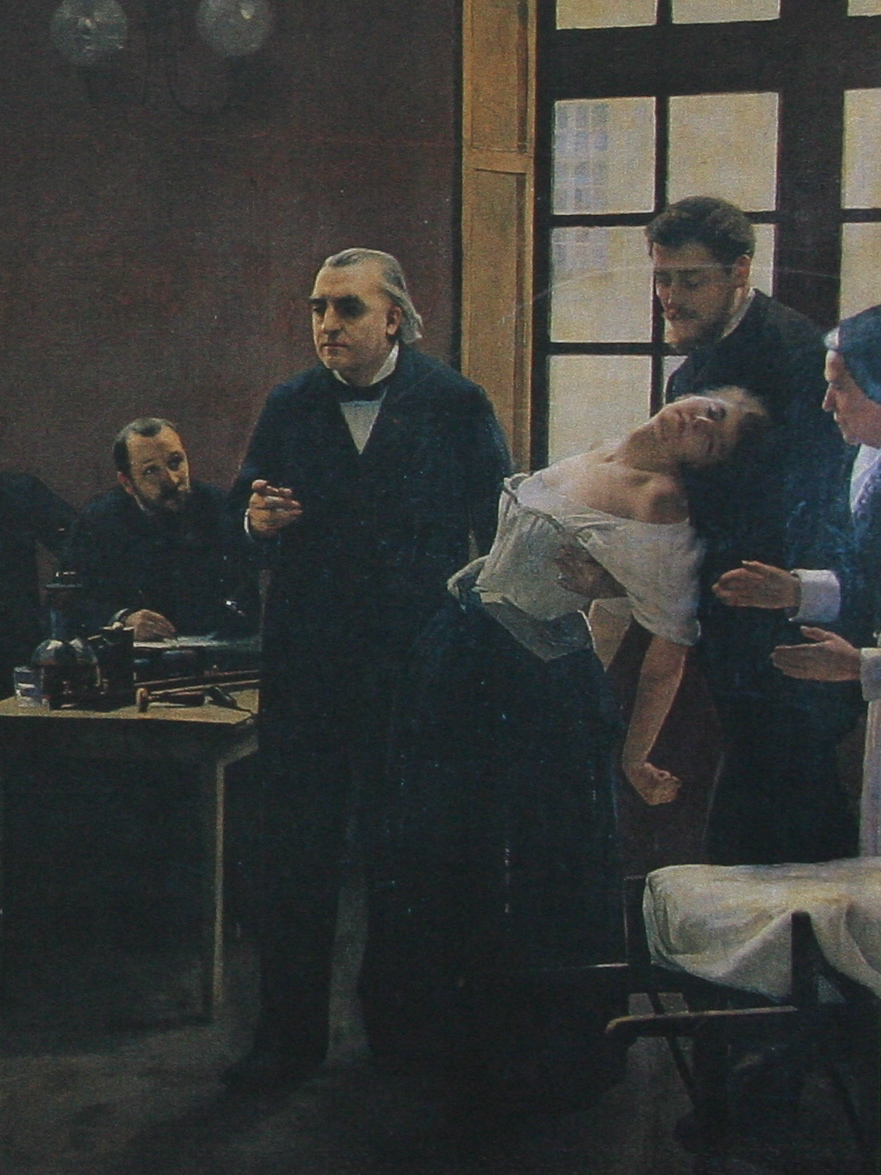
Il Professor Jean-Martin Charcot insegna alla Salpêtrière di Parigi, Francia: mostra ai suoi studenti una donna ("Blanche" (Marie) Wittman) in preda ad una "crisi isterica

Pierre Marie nacque a Parigi il 9 settembre del 1853 da una ricca famiglia borghese e ricevette la sua prima educazione in un collegio a Vanves. Seguendo la volontà del padre si laureò in legge, ma successivamente decise di iscriversi alla facoltà di Medicina. Dopo essersi laureato in questa facoltà, egli fu nominato Interne des hôpitaux nel 1878, e intraprese gli studi di neurologia sotto la guida di Jean-Martin Charcot presso l'ospedale Salpêtrière di Parigi. Nel 1883 conseguì il dottorato in Medicina con una tesi sulla malattia di Basedow, allegando una descrizione grafica del tremore osservato nelle braccia tese e nelle dita, un fenomeno che aveva cominciato a studiare, mentre era uno studente di medicina. Pierre Marie divenne ben presto uno dei migliori allievi di Charcot, allora al culmine della sua carriera, acquisendo rapidamente i titoli di chef de clinique e chef de laboratoire. Pierre Marie fu un fervente sostenitore dell'approccio clinico-anatomico adottato da Charcot nello studio delle patologie neurologiche, e lo fece suo durante tutta la sua lunga carriera. Il contributo più importante apportato da Marie fu comunque aver delucidato una neuropatologia organica a tutti i livelli: corticale, sottocorticale, spinale e periferica. Promosso médecin des Hôpitaux a Parigi nel 1888, fu nominato agrégé presso la Facoltà di Medicina di Parigi nel 1889.

### L'esperienza al Bicêtre
Nel 1897 ricevette un posto nell'ospizio Bicêtre, fondato da Luigi IX, un'istituzione periferica che al tempo non aveva un vero e proprio servizio neurologico. Qui Marie istituì per i successivi venticinque anni un servizio di ricerca e di istruzione, che guadagnò notorietà in tutto il mondo. Durante questi anni si interessò ai problemi legati all'afasia e le informazioni raccolte durante le sue ricerche servirono per criticare i lavori precedenti sul tema, proposti in particolare da Pierre Paul Broca e Karl Wernicke. Paul Broca distinse due tipi di afasie: quella di Broca (o motoria, relativa alla produzione linguistica) e quella di Wernicke (o sensoriale, relativa alla comprensione linguistica); inoltre correlò l’afasia motoria a lesioni al piede della terza circonvoluzione frontale sinistra, area di Broca, secondo la tendenza che situava le funzioni nervose in distinte zone cerebrali. Pierre Marie, invece, sosteneva l'esistenza di un solo tipo di afasia (l'afasia di Wernicke) e riteneva che una funzione complessa come il linguaggio non poteva essere controllata solo da una limitata zona corticale, ma doveva interessare anche le strutture sottocorticali. Marie utilizzò anche un nome provocatorio per uno dei suoi lavori: Revision de la question d'aphasie: la troisième circonvolution frontale gauche ne joue aucun rôle dans la fonction du language (la terza circonvoluzione frontale sinistra non ha alcun ruolo nella funzione del linguaggio). Tutti i suoi studi sull'afasia vennero pubblicati nella rivista Semaine médicale, nel 1906. Generarono svariate discussioni e tre sessioni speciali della Société française de neurologie di Parigi.

### Apice della carriera e ultimi anni
Nel 1907 egli ottenne la cattedra di Anatomia Patologica all'Università di Parigi, e sebbene non fece di questa disciplina un argomento delle sue ricerche, ne modernizzò completamente l'insegnamento, facendo costruire anche un laboratorio e un museo. Fu inoltre uno dei responsabili della rivista Archives de médecine expérimentale et d'anatomie pathologique. Ma questa nuova occupazione fu caratterizzata anche da controversie e dibattiti, intavolati in particolare con il suo rivale neurologo Jules Déjerine, in merito alla localizzazione cerebrale dei disturbi del linguaggio.
Nel 1910 la cattedra di neurologia clinica alla Salpêtrière, precedentemente appartenuta a Charcot, divenne vacante; Marie e Déjerine erano i due possibili candidati. Inizialmente prevalse Déjerine, ma successivamente alla sua morte, nel 1918, il posto venne assegnato a Marie. Le condizioni del dopoguerra, venendo a mancare risorse e mezzi, non erano favorevoli al proseguimento della ricerca scientifica e l'ormai sessantacinquenne Pierre Marie non era più nel pieno delle sue forze. Comunque, egli riuscì assieme ai suoi discepoli Meige, Foix, Chatelin e Bouttier a pubblicare un'opera in due volumi sulle lesioni del sistema nervoso causate da traumi di guerra. Nel 1924 fu nominato medico onorario dei due ospedali Salpêtrière e Bicêtre, e un anno dopo professore onorario. Nel 1925, avendo raggiunto l'età della pensione, si dimise dalla sua cattedra alla Salpêtrière, lasciò Parigi e iniziò a trascorrere gli inverni in Costa Azzurra, le estati nella sua tenuta in Normandia.
Pierre Marie condusse una vita riservata, riceveva pochi ospiti ed evitava apparizioni pubbliche, nonostante i numerosi riconoscimenti e la notorietà. I suoi interessi oltre la medicina erano l'arte, la scherma, il golf, oltre all'impegno profuso per la Neurologique Revue, che lui e Brissaud fondarono nel 1893, e la Société Française de Neurologie, che ha servito come primo segretario generale. È stato inoltre membro della Académie de Médecine dal 1911. La sua vita fu segnata dalla morte della moglie per erisipela, della figlia Juliette per appendicite, e del figlio, André, anch'egli medico, a causa del botulismo contratto durante le sue ricerche presso l'Istituto Pasteur. Dopo la tragica sequela di questi avvenimenti, Marie si emarginò ancor di più dalla vita sociale, e fu sempre più afflitto da problemi di salute fino alla morte, sopraggiunta il 12 aprile del 1940 a Pradel (Var), all'età di 86 anni.

## Ricerca scientifica
Seguace della tradizione di Charcot, Pierre Marie fu un insegnante e un medico esigente. L'approccio rigoroso adottato nello studio e nella pratica neurologica, gli permisero di compiere accurate intuizioni e di definire giudizi clinico-patologici. Questi furono argomento di numerosi articoli e libri, scritti tra il 1885 e il 1910, il periodo più produttivo della sua carriera. Nel 1886 pubblicò un'importante studio sull'acromegalia (la sua descrizione del disturbo della ghiandola pituitaria è un rilevante contributo in campo endocrinologico), sull'atrofia progressiva dei muscoli peronei (malattia di Charcot-Marie-Tooth), sulla spondilite anchilosante, sull'artrite reumatoide e su diversi disturbi nervosi di origine traumatica. Nel 1890 pubblicò studi sull'osteoartropatia polmonare ipertrofica e sulla disostosi cleidocranica, mentre nel 1892 un trattato sulle malattie del midollo spinale. Nel 1898 produsse dei lavori scientifici sull'atassia cerebellare ereditaria. Il suo lavoro sulle malattie ereditarie del sistema nervoso si adeguò al paradigma eziologico adottato dalla Salpêtrière riguardo alle malattie ereditarie; tuttavia, egli fu il primo ad ipotizzare un'origine non ereditaria della sclerosi multipla; inoltre, divergendo con il rilievo posto da Charcot sulle cause ereditarie, indicò la sifilide come precondizione necessaria per la tabe dorsale.

### Patologie che portano il suo nome
- Atassia di Marie - tipologia di atassia cerebellare
- Sindrome di Marie-Foix-Alajouanine - atassia cerebellare dovuta ad abuso di alcol
- Anartria di Marie - difficoltà ad articolare parole dovuta a lesioni cerebrali
- Malattia di Marie–Strümpel - altro nome della spondilite anchilosante
- Sindrome di Marie-Léri - deformità della mano provocata da osteolisi
- Malattia di Bamberger-Marie - altro nome dell'osteoartropatia polmonare ipertrofica

Inoltre si parla di segno di Marie (tremore osservabile alle estremità e sul corpo presente nella malattia di Graves) e di manovra di Marie-Foix (manovra che serve a rilevare una paralisi facciale: esercitando una leggera pressione sul ramo ascendente della mandibola si osserva una contrazione della muscolatura mimica, invece assente nella paralisi facciale periferica).

## Principali pubblicazioni
- Contribution à l'étude et au diagnostic des formes frustes de la maladie de Basedow, Tesi Dottorale, Facoltà di Medicina e Chirurgia, Parigi, 1883
- Sur deux cas d'acromégalie, in Revue médecine, VI, Parigi, 1886
- Sur une forme particulière d'atrophie musculaire progressive, souvent familiale débutant par les pieds et les jambes et atteignant plus tard les mains, con Jean Martin Charcot, in Revue médicine, VI, Parigi, 1886
- De l'oste´o-arthropathie hypertrophiante pneumonique, in Revue médicine, X, Parigi, 1890
- Leçons sur les maladies de la moëlle épinière, Parigi, 1892
- Sur l'hérédo-ataxie cérébelleuse, in Semaine médicale, XXVI, Parigi, 1893
- Sur la spondylose rhizomelique, in Revue médicine, XVIII, Parigi, 1898
- Revision de la question de l'aphasie, in Semaine Médicale, XXVI, Parigi, 1906
- Neurologie, 2 volumes, Parigi, 1923
- Travaux et mémoires, Parigi, 1928